# Tarreren

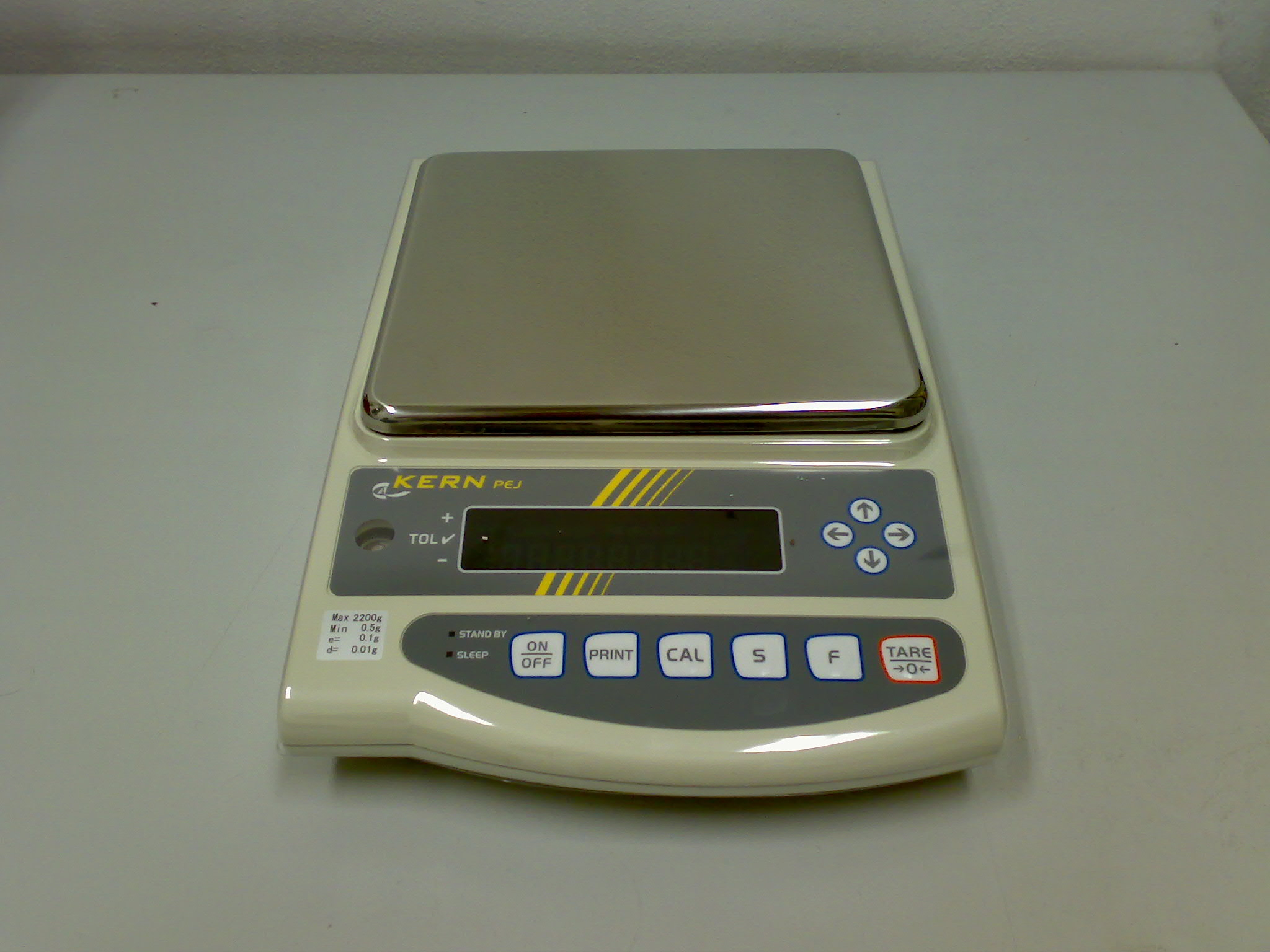
weegschaal met tarreertoets:
Tare →0←

Tarreren is het bepalen van het tarragewicht.
Met tarra, wordt vaak het niet bruikbare gewicht aangeduid. Het gewicht dat overblijft is dus het bruikbare deel dat nettogewicht wordt genoemd. Deze methode wordt gebruikt wanneer het gewicht van een materiaal moet worden bepaald zonder de verpakking of andere hulpmiddelen.
De term tarreren wordt vaak gebruikt voor het op nul stellen van bepaalde digitale weegschalen. Wanneer een lege verpakking op een weegschaal of balans is geplaatst wordt de tarreertoets ingedrukt. Hierdoor verschijnt het getal nul weer in de display en vervolgens kan de nettohoeveelheid van het product worden afgewogen.
Ook vrachtwagens voor bulkgoederen worden eerst leeg gewogen en vervolgens nogmaals na het laden. Dit is ook een vorm van tarreren.